# 세르비아 십자

세르비아 십자

세르비아 십자(세르비아어: Српски Крст, Srpski Krst)는 세르비아를 상징하는 십자 문양이다. 세르비아 민족, 세르비아 정교회를 상징하는 문양으로도 여겨지고 있으며 세르비아의 국기, 세르비아의 국장에도 그려져 있다. 문양 가운데에는 십자가 그려져 있고 십자 주변에는 부시 모양을 띤 키릴 문자 에스(С) 문양 4개가 그려져 있다. 4개의 키릴 문자 С 문양은 "단결만이 세르비아인을 구원한다"(세르비아어: Само слога Србина спасава, Samo sloga Srbina spasava)라는 세르비아어 표어에서 유래된 문양으로 해석되기도 한다.
4개의 부시 문양과 결합된 십자 문양은 기독교를 공인한 로마 제국의 콘스탄티누스 1세 황제(재위: 306년 ~ 337년)의 라바룸에서 처음 사용되었으며 6세기에는 비잔티움 제국의 동전에도 사용되었다. 비잔티움 제국의 팔레올로고스 왕조 시대에는 "왕 중의 왕, 왕들을 다스리는 왕"(그리스어: βασιλεὺς βασιλέων, βασιλεύων βασιλευόντων)이라는 구호의 그리스어 머리글자인 베타(Β)로도 해석되었다.
4개의 부시 문양과 결합된 십자 문양은 중세 시대 이후에 비잔티움 제국의 영향을 받고 있던 세르비아에 전파되면서 세르비아 정교회의 상징으로 여겨졌다. 세르비아 정교회에서는 이 문양을 12세기에 활동했던 세르비아의 대주교이자 수호성인인 성 사바를 상징하는 문양으로 여겼다.
1345년에는 중세 세르비아 왕국의 스테판 우로시 4세 두샨 국왕이 세르비아 제국의 황제로 즉위하면서 "세르비아인과 로마인의 황제"라는 칭호를 사용했다. 1397년에는 중세 세르비아 공국의 스테판 라자레비치 공작이 4개의 부시 문양과 결합된 십자 문양을 세르비아를 상징하는 문양으로 처음 사용했다.

세르비아 십자 문양이 그려진 방패 문장
세르비아 십자가 그려진 사각형
14세기에 사용된 세르비아의 국장
14세기에 사용된 비잔티움 제국의 황실기
세르비아의 국기
세르비아의 대형 국장
세르비아의 소형 국장